# William F. Train

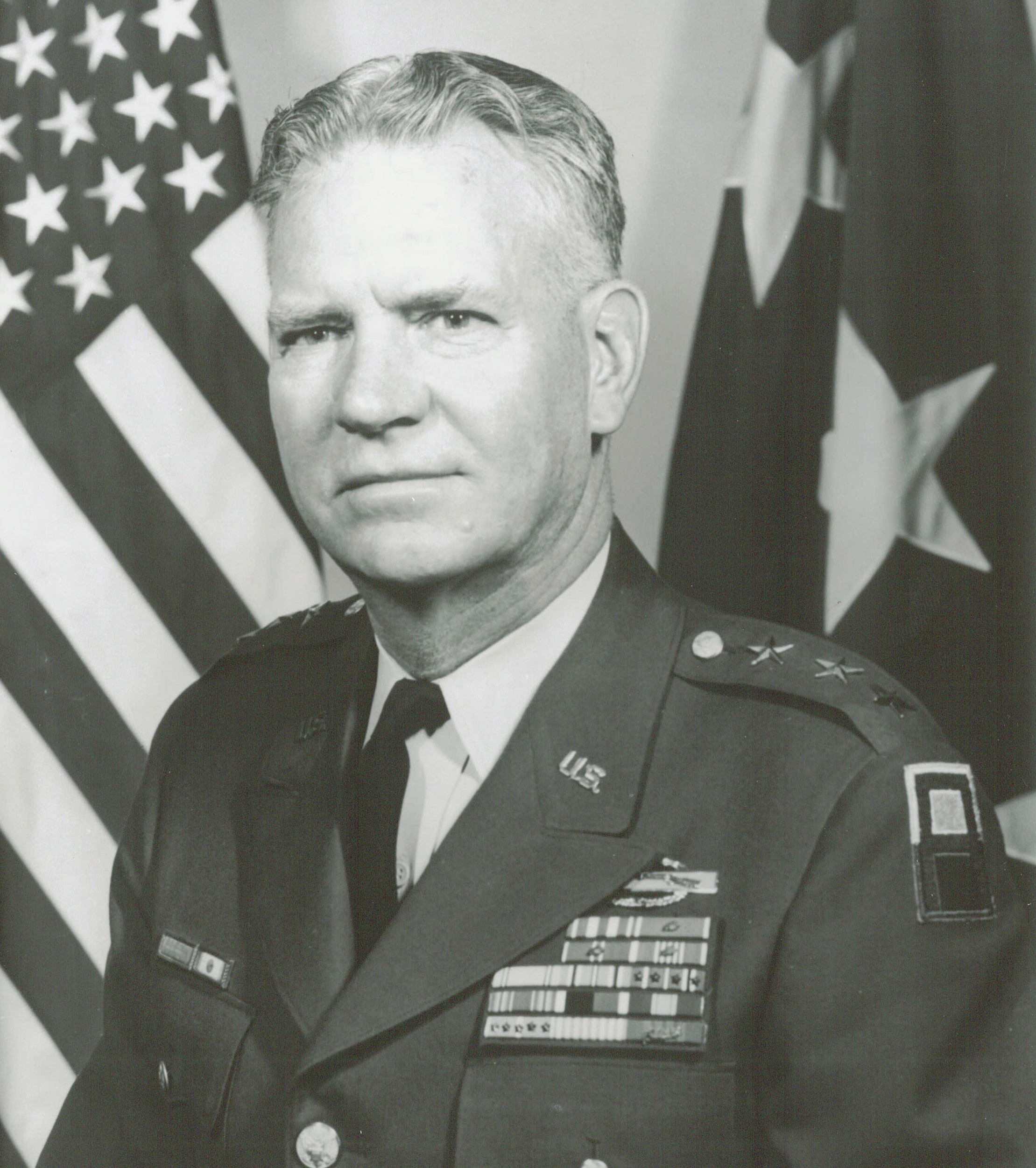
Generalleutnant William F. Train (1966)

William „Bill“ Frew Train (* 23. Januar 1908 in Savannah, Georgia; † 27. November 2006 in Burlingame, Kalifornien) war ein US-amerikanischer Offizier und Generalleutnant der US Army, der unter anderem zwischen 1960 und 1962 Kommandeur der 4. Infanteriedivision (4th Infantry Division), von 1962 bis 1964 Kommandant des US Army War College, zwischen 1964 und 1966 Kommandierender General der Zweiten US-Armee (Second US Army) und zuletzt von 1966 bis 1967 Kommandierender General der Ersten US-Armee (First US Army) war. 

## Leben

### Offiziersausbildung und Zweiter Weltkrieg
William „Bill“ Frew Train war das zweitälteste von fünf Kindern von William Frew Train und dessen Ehefrau Edith Stillwell Train, die 1918 verstarb. Nachdem auch sein Vater 1925 verstorben war, wurden die Kinder Vollwaisen. Er selbst trat 1926 als Gefreiter (Private) in die US Army ein und begann 1926 eine Offiziersausbildung an der US Military Academy in West Point. Nach deren Abschluss wurde er 1931 als Leutnant (Second Lieutenant) in die US Army übernommen. 1933 wurde er stellvertretender Kommandant von Camp Roosevelt in den George Washington and Jefferson National Forests, der ersten Arbeitsbeschaffungsmaßnahme des New Deal im Rahmen des Civilian Conservation Corps. Zum Zeitpunkt des Angriffs auf Pearl Harbor am 7. Dezember 1941 und dem Eintritt der Vereinigten Staaten in den Zweiten Weltkrieg am darauf folgenden 8. Dezember 1941 war er als Hauptmann (Captain) im Generalstab im Kriegsministerium (US Department of War) tätig. 

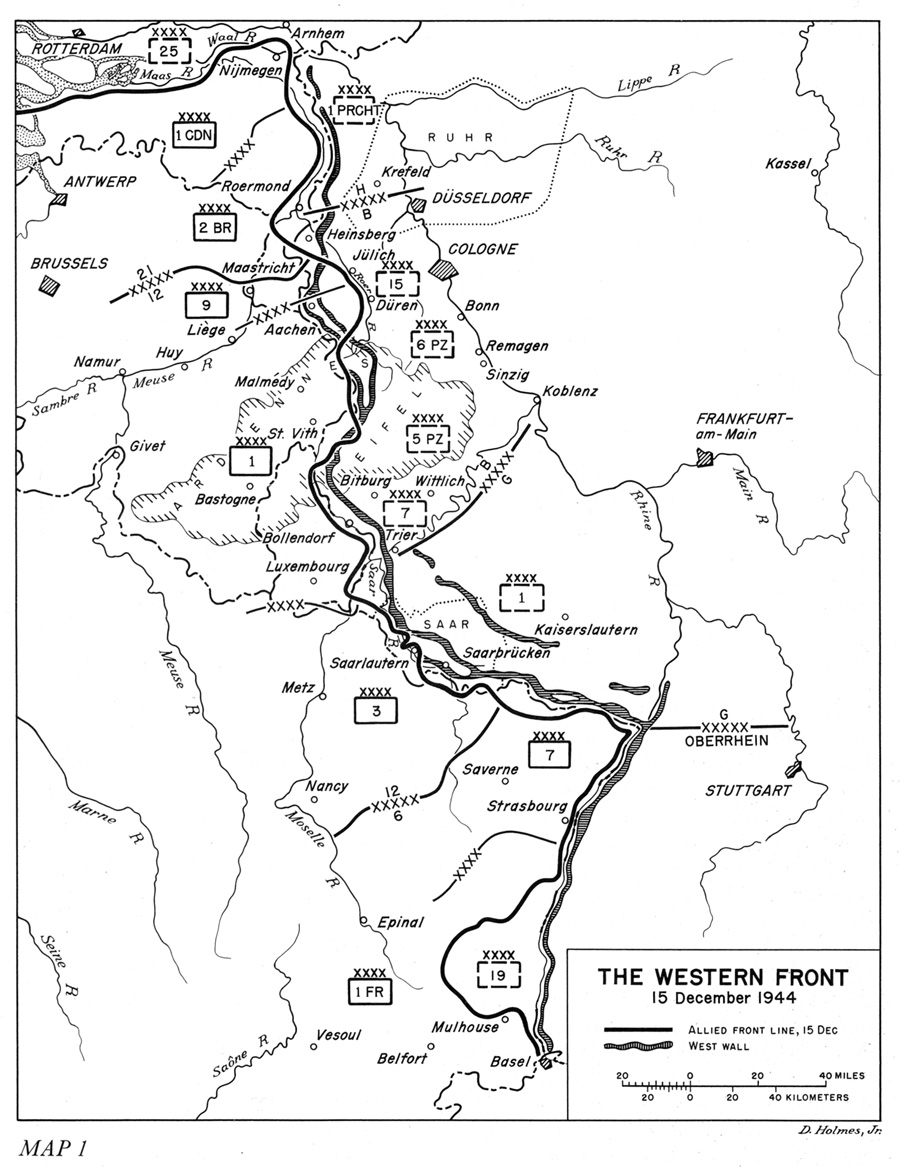
Oberstleutnant Train war an der Ardennenoffensive und der Verteidigung von Sankt Vith im Süden Belgiens beteiligt.

Während des Zweiten Weltkrieges wurde er ab 1943 im Italienfeldzug eingesetzt und nahm ab Oktober 1944 an Kämpfen der 28. Infanteriedivision (28th Infantry Division) an der sogenannten „Siegfried-Linie“ teil, ein über etwa 630 km verteiltes militärisches Verteidigungssystem entlang der Westgrenze des Deutschen Reiches, das aus über 18.000 Bunkern, Stollen sowie zahllosen Gräben und Panzersperren bestand. Der Versuch der 28. Infanteriedivision im November 1944 die „Siegfried-Linie“ zu durchbrechen, scheiterte am Widerstand der dort eingesetzten deutschen Wehrmacht während der Schlacht im Hürtgenwald, die für die US-Army die blutigste Schlacht auf dem europäischen Kriegsschauplatz war. Nachdem die 28. Infanteriedivision dort heftige Verluste erlitten hatte, wurde sie in einen ruhigeren Bereich der Frontlinie nördlich von Luxemburg und südlich von Belgien verlegt. 
Dies führte dazu, dass diese Division im Anschluss an der am 16. Dezember 1944 begonnenen Ardennenoffensive teilnahm. Dabei war er als Oberstleutnant (Lieutenant Colonel) stellvertretender Kommandeur des zur 28. Infanteriedivision gehörenden 12. Infanterieregiments, das anfangs zwei Tage lang trotz heftiger deutscher Angriffe seine Stellung hielt und anschließend an der Verteidigung von Sankt Vith teilnahm, eine wichtige Verbindung im südlichen Belgien. Die Verteidigungshandlungen seines Regiments störten den nördlichen Bereich der deutschen Angriffe, die am 26. Dezember 1944 zum Stillstand kamen. Noch zwei Tage zuvor war das Regiment von deutschen Truppenverbänden umzingelt und konnte danach mit den restlichen Verteidigern von Sankt Vith zu den neu gebildeten US-amerikanischen Linien durchdringen. Für seine militärischen Verdienste als Truppenkommandeur und seine Tapferkeit wurde er mit dem Silver Star ausgezeichnet.

### Nachkriegszeit und Aufstieg zum Generalleutnant
Nach Kriegsende fand William F. Train zahlreiche weitere Verwendungen als Offizier und Stabsoffizier. Zu Beginn des Koreakrieges war er zwischen 1950 und 1951 Planungsoffizier im Stab der Achten US-Armee (Eighth US Army) und als solcher für die Planung von fünf Gefechtseinsätzen während der Schlacht um den Busan-Perimeter (4./5. August bis 15. September 1950) verantwortlich, die mit dem Abbruch des nordkoreanischen Angriffs endete. Nach weiteren Verwendungen wurde Generalmajor (Major General) Train im Juni 1960 als Nachfolger von Generalmajor Louis W. Truman Kommandeur der 4. Infanteriedivision (4th Infantry Division) und verblieb auf diesem Posten bis zu seiner Ablösung durch Generalmajor Frederick R. Zierath im April 1962. Er selbst wurde im Anschluss 1962 Kommandant des US Army War College (USAWC) in Carlisle und hatte diese Funktion bis 1964 inne. 
Im Juli 1964 übernahm Generalleutnant (Lieutenant General) „Bill“ Train von Generalleutnant John S. Upham, Jr. den Posten als Kommandierender General der Zweiten US-Armee (Second US Army) und verblieb auf diesem bis zur Auflösung der Zweiten US-Armee im Januar 1966, die daraufhin mit der Ersten US-Armee zusammengelegt wurde. Nach der Zusammenlegung löste er im Januar 1966 Generalleutnant Thomas W. Dunn als Kommandierender General der Ersten US-Armee (First US Army) in Fort George G. Meade ab. Diese Funktion hatte er bis zu seiner Ablösung durch Generalleutnant Jonathan O. Seaman 1967 inne. Er selbst trat daraufhin am 31. Mai 1967 nach 41 Dienstjahren in den Ruhestand. Für seine Verdienste wurde er mit der Army Distinguished Service Medal ausgezeichnet.
Aus seiner Ehe mit der 2011 verstorbenen Charlotte Bruce Gibner Train gingen zwei Söhne und eine Tochter hervor. Der älteste Sohn William Frew Train III, der mit dem Purple Heart ausgezeichnet wurde, fiel als Oberleutnant am 16. Juni 1962 als sechster US-amerikanischer Militärberater während des Vietnamkrieges. Nach seinem Tode wurde General William F. Train neben seinem ältesten Sohn auf dem US Military Academy Post Cemetery beigesetzt.

## Auszeichnungen
Auswahl der Dekorationen, sortiert in Anlehnung der Order of Precedence of Military Awards:
- Army Distinguished Service Medal
- Silver Star
- Legion of Merit (2 ×)
- Bronze Star (2 x)
- Army Commendation Medal (2 ×)